# 北广平郡
北广平郡，中国南北朝时设置的郡。
北魏孝昌三年（527年）析广平郡置北广平郡，隶属于殷州，治所在南和县（今河北邢台市南和区）。下辖南和县、襄国县、任县，辖境相当今河北省邢台市襄都区、信都区、南和区、任泽区等地。东魏沿置，北齐废入广平郡。